# قصر شيرين
قصر شيرين (بالكردية: Qesirî Şîrîn قەسری شرین‏) هي مدينة وعاصمة مقاطعة قصر شيرين، محافظة كرمانشاه، إيران. بلغ عدد سكانها في تعداد عام 2006 ، 15.437 نسمة، يتوزعون على 3893 أسرة.